# اسم هيئة
الهَيْئة في اللغة العربية، الحال التي يكون عليها الشيء. وهي في الصرف، مصدر الهيئة أو مصدر النوع. وهو ما يُذكَر لبيان نوع الفعل وصفته. 
وهو مصدر يدل على هيئة حدوث الفعل، وهو يصاغ من الفعل الثلاثي فقط، على وزن فعلة بكسر الفاء، مثل:
جلس: جلسة، وقف: وقفة، مشي: مشية. وقد وردت في بعض كتب اللغة صياغات لبعض مصادر الهيئة من أفعال غير ثلاثية مثل:
تعمم عمة، واختمرت المرأة خمرة، وهو سماعي لا يقاس عليه. 

## تعريفه
مصدر النوع هو الذي يدلّ على حدوث الفعل مبيّنًا نوعه وصفته، مثل «مشى مِشيَة الأسد». ويسمّى أيضًا مصدر الهيئة، والمصدر النوعي، واسم الهيئة، واسم النوع، واسم الضرب، والفِعلَة، والضرب من الفعل، والنوع، والهيئة، واسم للحال التي يُفعل بها. 

## مصدر الهيئة
مصدر النوع أو مصدر الهيئة هو ما يُذكَر لبيان نوع الفعل وصفته، مثل «وقفتُ وِقفَةً»، أي: وقوفًا موصوفًا بصفة. وهذه الصفة إما أن تُحذف كالمثل السابق، أو تُذكر، مثل «زيدٌ حسنُ الوِقفةِ». 
لا يُصاغ مصدر الهيئة إلّا من الفعل الثلاثيّ المجرِّد على وزن «فِعْلَة»، مثل «جَلَسُ جِلسَةَ العلماءِ»، ومثل الحديث النبوي: «إذا قتلتُم فأحسِنوا القِتْلَة»، أي: أحسِنوا هيئة القتل وحالته بالنسبة إلى القتيل، بمعنى: لا تُمثّلوا له. فإذا كان مصدر الفعل الثلاثيّ المستعمَل أو العام على وزن «فَعلَة»، فإنه يُدَلّ على الهيئة بالوصف، مثل «نَشَد الضالَّة نِشدَةً عظيمة.» 
ولا يُبنى ممّا تجاوز الثلاثة من الأفعال مصدر للهيئة، إلّا ما شذَّ من قولهم «اختمرتِ المرأةُ خِمرةً» (غطِّت رأسها بالخِمار)، و«تعمِّم الرجلُ عِمَّةً» (كَوَّر العمامة على رأسه)، و«تَقَمَّص قِمصَةً» (ارتدى القميص.) 

### صياغته
ما صيغ من الفعل للدلالة على هيئة الحدق، ولا يصاغ إلا من الفعل الثلاثي على وزن «فِعْلَة» أي على مصدره بزيادة تاء في آخره، مثل:
| الفعل | المصدر | مصدر الهيئة |
| ----- | ------ | ----------- |
| جلس   | جلس    | جِلسَةٌ        |
| ركب   | ركب    | رِكبَةٌ        |
| خلس   | خلس    | خِلسَةٌ        |

إذا كانت التاء في مصدره، فإنه يدل على الهيئة بالوصف أو الإضافة:
| الفعل | المصدر | مصدر الهيئة                |
| ----- | ------ | -------------------------- |
| نشد   | نشدة   | نِشدَةٌ عظيمة أو نِشدَةُ الملهوف |

ولا ينبى مصدر الهيئة من غير الثلاثي، ورد شذوذًا مثل: «إختمر - خِمرَةٌ»، «إنتقب - نِقبَةٌ»، «إعتمَّ - عِمَّةٌ».